# Combat Mission: Black Sea
Combat Mission: Black Sea (укр. Бойове завдання: Чорне море) — комп’ютерна воєнна гра від американської студії Battlefront.com із серії ігор Combat Mission, яка розповідає про вигадане вторгнення Росії в Україну. Після подій у Криму та на сході України у 2014 році уряд у Києві та Росія продовжують конфліктувати щодо статусу окупованих регіонів. Кульмінацією цього протистояння стала драматична заява України про її вступ до НАТО та ЄС через кілька років. Напруженість досягла піку, коли Росія, відчувши пряму загрозу російським громадянам, знову скупчила війська на українському кордоні, а західні уряди, вітаючи можливість поширення впливу НАТО та ЄС на схід, також мобілізувалися. Ескалація тривала до літа 2017 року, коли в Донецькій області спалахнула масштабна перестрілка між українськими та російськими збройними силами. Наступного дня почалися бої на кордоні, а темним червневим ранком 2017 року на територію України увійшли війська Росії та НАТО.

## Огляд
Гравці можуть командувати українськими, американськими чи російськими сухопутними військами в дедалі складнішому та смертоноснішому середовищі сучасної війни зі спільнодією родів військ. В грі дуже детально представлено три сучасні армії, а саме сухопутні війська України, армію США та сухопутні війська Росії — в тому числі бойові порядки та техніку, що використовуються піхотними, бронетанковими, мотострілецькими та танковими бригадами (в тому числі бригадами Страйкерів).
Залежно від сценарію, гравці можуть взяти на себе командування силами від батальйону і нижче в реалістичному 3D-середовищі.
Згідно з природою сучасного конфлікту, було введено кілька нових функцій, зокрема радіоелектронну боротьбу, безпілотні літальні апарати та зброю з лазерним наведенням. В функціоналі гри передбачено, що американські дрони можуть забезпечувати тепловізійне фільмування поля бою.

## Історія розробки
Під час розробки гри на початку 2014 року між Росією та Україною спалахнув справжній збройний конфлікт. У відповідь на цю подію компанія Battlefront оголосила на своєму вебсайті:
Важливо зазначити, що сюжетна лінія «Чорного моря» була вперше розроблена у 2009 році, а виробництво розпочалося у 2013 році. На початку 2014 року Росія вдерлася в Україну, що зробило нашу історію набагато менш гіпотетичною. Як наслідок, ми дещо змінили хронологію подій, щоб звести до мінімуму розбіжність з реальними подіями. Однак ми свідомо не намагалися зобразити конфлікт, що триває і ще не вирішився. Це означає, що гра «Чорне море» не здатна моделювати «заморожений конфлікт», який відтоді розгорнувся на сході України.

## Вміст
Вміст гри включає кампанію з кількох пов’язаних сценаріїв, заздалегідь створені сценарії («битви») і карти для системи «Швидкий бій», яка дозволяє обрати випадкову гру в режимі одного або двох гравців. Гра «Бойове завдання: Чорне море» містить три сюжетні кампанії для усіх сторін конфлікту:
- Щит Києва — українська мотопіхотна бригада тримає оборону на підступах до столиці.
- Оперативна група 3-69 — війська США під егідою НАТО контратакують російські авангарди під Києвом.
- Переправа через Дніпро — російські війська намагаються переправитися через Дніпро.

Гра постачається зі зручним редактором карт і сценаріїв, а також інструментарієм для створення кампаній.

## Доповнення

### Пакет битв 1
Доповнення під назвою «Бойове завдання: Чорне море — Пакет битв 1» було випущено в січні 2021 року в магазині Стім компанією Slitherine. Доповнення можна запустити на комп'ютерах з ОС Windows, для запуску необхідно попередньо встановити гру «Бойове завдання: Чорне море». До складу пакета битв входять дві нові кампанії, одна за США та одна за Росію, а також шість окремих сценаріїв і 27 нових карт швидких битв.

### Користувацькі доповнення
Численні сценарії, мапи та кампанії, створені користувачами, можна знайти у Сховищі сценаріїв III. Широке розмаїття ігрових модифікацій можна знайти у сховищах модифікацій на сайтах thefewgoodmen.com та greenasjade.net. Розроблено сценарії та модифікації, які можуть бути корисними при підготовці майбутніх офіцерів Збройних Сил України.

## Відгуки
Відгуки накопичувалися повільно. OpenCritic оцінив гру на 8/10. Рік Мартін оцінив гру на 95 %. GameWatcher оцінив гру на 8.0, відмінно. У виданні WarGamer писали:
Справжній графічний тріумф цієї гри полягає в тому, що вона представляє 183 одиниці та системи озброєння разом з варіантами. 3D деталізація неймовірна — від зубців ведучих зірочок найбільших танків до особливостей розкритикованого пістолета M9A1. Гравці можуть майже бачити крізь приціл автоматичного гранатомета на озброєнні відділення. Американські, російські та українські транспортні засоби представлені з видимими змінами у варіантах. Анімація ще більше підсилює відчуття правдивості, коли розгортається протитанковий модуль ТОУ на Бредлі або ракета Джавелін переходить у початкову горизонтальну стадію, після чого відбувається її балістичне наближення до цілі та остаточне, смертельне падіння на дах приреченого БТРа. Над полем бою гудуть гелікоптери, а реактивні літаки наближаються, щоб завдати удару, якщо поворотні башти зенітних установок не дістануться до них першими. Не залишаються поза увагою й окремі солдати, які біжать або повзуть по місцевості у своїх лісових камуфляжах, тримаючи в руках зброю і стріляючи з неї. «Бойове завдання: Чорне море» — це глибокий, напружений і серйозний навчальний досвід з високотехнологічного тактичного бою. Жоден серйозний геймер не має пройти повз цю гру.

## Демоверсія
За традицією попередніх ігор серії «Бойове завдання», для безплатного публічного завантаження була запропонована демоверсія «Чорного моря», яка містить два ігрових сценарії та навчальне цільове завдання, а також редактор сценаріїв.